# Nicos Poulantzas
Nicos Poulantzas (griech.: Νίκος Πουλαντζάς; * 21. September 1936 in Athen; † 3. Oktober 1979 in Paris) war ein griechisch-französischer Politikwissenschaftler. Er lehrte als Professor an der Universität Vincennes. Sein zentraler Beitrag zur marxistischen Staatstheorie besteht in der Aussage, der Staat sei weder ein eigenständiges Subjekt noch das Instrument einer sozialen Klasse, sondern ein gesellschaftliches Verhältnis. Poulantzas spricht vom Staat als einer „materiellen Verdichtung gesellschaftlicher Kräfteverhältnisse“. Nach seiner Theorie stellt der Staat ein Feld des sozialen Kampfes dar, in dem die, teilweise konkurrierenden, herrschenden Klassen und Klassenfraktionen als Machtblock organisiert werden.

## Leben
Nicos Poulantzas wuchs in bürgerlichen Verhältnissen in Athen auf. Sein Vater, Aristides Poulantzas, war Professor für forensische Graphologie. Nach dem Besuch eines Reformgymnasiums, an dem er mit den Schwerpunkten Französisch und Philosophie das Baccalauréat ablegte, studierte Poulantzas von 1953 bis 1957 in Athen Rechtswissenschaften und daneben auch Sozialwissenschaften und Philosophie. Er war in der Studentenbewegung aktiv und wurde Mitglied der Eniea Dimokratiki Aristera („Vereinigung der Demokratischen Linken“), die als politischer Ersatz für die verbotene kommunistische Partei diente.
Nach seinem Studium absolvierte er einen dreijährigen Dienst bei der Marine. Danach wollte er 1960 an der Universität München seinen Doktorgrad erwerben, verließ Deutschland aber bereits nach einem Monat wieder, weil ihm die politische Stimmung der Adenauer-Ära zu reaktionär erschien. Poulantzas zog nach Paris, wo er seine zweite Heimat fand. 1961 wurde er dort mit einer Arbeit über die Renaissance des Naturrechts in Deutschland promoviert. Seine Habilitation erfolgte 1964 (Begriff der Natur der Sache in der gegenwärtigen Philosophie und Soziologie des Rechts). Zum Zeitpunkt seiner Habilitation war er Assistent an der Sorbonne und lehrte Rechtsphilosophie.
Poulantzas' Marxismusverständnis war anfangs von Jean-Paul Sartre und dann von Lucien Goldmann und Georg Lukács geprägt. Mit deren Arbeiten hatte er sich bei den Recherchen für seine Habilitationsschrift beschäftigt. Später kam eine Beschäftigung mit der Theorie Antonio Gramscis hinzu. Poulantzas schrieb neben seiner akademischen Tätigkeit für Les Temps Modernes und bewegte sich in Kreisen um Sartre, Simone de Beauvoir und Maurice Merleau-Ponty. Durch einen Artikel in dieser Zeitschrift wurde Louis Althusser auf ihn aufmerksam und es entwickelte sich eine Zusammenarbeit. Zu dieser Zeit begann er mit seinen staatstheoretischen Arbeiten.
Während seiner Zeit in der Redaktion der Temps Modernes lernte er dort die Schriftstellerin Annie Leclerc kennen. Sie heirateten 1966, vier Jahre darauf kam ihre Tochter zur Welt.
Seine Überzeugungen trieben Poulantzas 1968 zum politischen Engagement in der damals existierenden eurokommunistischen Abspaltung von der stalinistischen Kommunistischen Partei Griechenlands (KKE), die sich selbst als KKE tou Esoterikoú (KP des Inlands) bezeichnete und in deren Nachfolge Synaspismos stand, die 2013 in SYRIZA aufging.
Sein erstes Buch, das bedeutende Aufmerksamkeit erlangte, war das im Mai 1968 in Frankreich veröffentlichte Buch Pouvoir politique et classes sociales (Politische Macht und gesellschaftliche Klassen). Danach folgte eine Reihe weiterer Bücher über den Staat und die Klassen, speziell auch über Diktaturen (Faschismus und Diktatur, 1970; Klassen im Kapitalismus heute, 1973; Die Krise der Diktaturen, 1975). In der Zeit seiner politischen und theoretischen Aktivität existierten in den südeuropäischen Ländern Spanien, Portugal und zeitweise auch in Griechenland Militärdiktaturen.
Nach den Mai-Ereignissen wurde Poulantzas an die neugegründete Reformuniversität von Vincennes berufen und lehrte und forschte dort im Bereich der Sozialwissenschaften. Dort waren auch andere bekannte Persönlichkeiten wie Michel Foucault und Gilles Deleuze tätig.
1974/1975 lehrte Poulantzas als Gastprofessor an der Universität in Athen. Ebenfalls 1974 hatte er einen Ruf an die Universität Frankfurt erhalten. Für nur einige Wochen nahm er die Stelle an und unterrichtete dort im Sommersemester. Auf Grund von Verhandlungsschwierigkeiten mit dem zuständigen Ministerium gab er die Stelle wieder auf.
In der britischen Zeitschrift New Left Review führte er über einige Artikel eine Auseinandersetzung mit Ralph Miliband über den kapitalistischen Staat, die auch im Einzeldruck veröffentlicht wurde. Ernesto Laclau war hieran auch mit einem Artikel beteiligt. Poulantzas begann diese Diskussion mit einer kritischen Rezension von Milibands Werk Der Staat in der kapitalistischen Gesellschaft.
1978 erschien sein letztes großes Werk, L'État, le pouvoir, le socialisme („Der Staat, die Macht, der Sozialismus“), oder auf Deutsch auch kurz „Staatstheorie“. Zu dieser Zeit beteiligte sich Poulantzas auch an der durch Althusser angestossenen Debatte über eine Krise des Marxismus und äußerte sich kritisch über die realen Arbeiterparteien und forderte den vom leninistischen und sozialdemokratischen unterschiedenen eurokommunistischen Ansatz theoretisch auszuarbeiten und eine Öffnung hin zu den sozialen Bewegungen. Er betonte die Notwendigkeit einer radikalen Transformation des Staates und nicht nur die Inbesitznahme der Staatsmacht, und bezugnehmend auf Rosa Luxemburg die Bedeutung repräsentativer demokratischer neben rätedemokratischen Elementen. Zudem verwendete Poulantzas in diesem Werk kritisch die Machttheorie von Foucault. Außerdem beschäftigte er sich hier u. a. mit Foucaults Theorien zum Wissen, der Disziplinierung und Normalisierung.
Im Jahr 1979 beging Nicos Poulantzas, der zuvor an Depressionen erkrankt war, im Alter von 43 Jahren Suizid. Poulantzas' Tod erzeugte in der damaligen Pariser Intellektuellenlandschaft tiefe Betroffenheit.

## Theorie

### Beziehung zu Althusser und Gramsci
In den Jahren 1964 bis 1966 veränderte sich Poulantzas' wissenschaftlicher Fokus, weg von der singulären Betrachtung des Rechts geriet immer mehr der Staat in den Fokus seiner Aufmerksamkeit. Er näherte sich der strukturalistischen Position von Louis Althusser an, was sich auch darin niederschlug, dass er eine an Althussers eigener Ausdrucksweise angepasste Sprache verwendete. Im Mai 1968 veröffentlichte Poulantzas mit Politische Macht und gesellschaftliche Klassen sein erstes staatstheoretisches Werk. Es ist von einer starken Antiempirie gekennzeichnet. Er verwendet hier den von Althusser geprägten Begriff des strukturalen Ganzen und weist der Ökonomie, dem Politischen, dem Ideologischem jeweils eine spezifische Ebene zu.
Poulantzas ist ebenfalls in seiner Ablehnung des marxistischen Humanismus und antiökonomistischer Positionen stark an Althusser orientiert. Dies trifft zunächst ebenso auf Poulantzas Bewertung von Antonio Gramsci zu. Zunächst werde dieser ebenso wie bei Althusser gelobt, um dann einer heftigen Kritik unterzogen zu werden. Am Ende folge dann eine explizite Ablehnung. Gramsci wird von Poulantzas in Anlehnung an Althusser als ein Vertreter des Historismus bezeichnet und als Voluntarist bewertet.
Zudem folgt Poulantzas der Ansicht von Althusser, dass das Werk von Karl Marx einen inhaltlichen Bruch aufweise. Dieser sei im Kapital in vollem Ausmaße wahrzunehmen. Marx breche demzufolge in diesem Werk mit den Konzepten der Verdinglichung und der Entfremdung. Darüber hinaus werde hier der Marxismus als Antihumanismus begründet.
In der Debatte mit dem britischen Marxisten Ralph Miliband bezieht sich Poulantzas positiv und zustimmend auf Althussers Konzept der Ideologischen Staatsapparate (ISA) und des Repressiven Staatsapparates (RSA). Althusser hatte diese Konzeption in seinem Essay Ideologie und ideologische Staatsapparate entwickelt. Poulantzas vertritt in Übereinstimmung mit dieser Schrift die Auffassung, dass der Staat aus einer Pluralität von Apparaten und Institutionen bestehe. Eine Reduktion allein auf den repressiven Apparat sei ungenügend. Poulantzas folgt in seiner fortführenden Argumentation weitestgehend den Darlegungen Althussers.
In dem Werk Faschismus und Diktatur, in der deutschen Fassung 1973 erschienen, beginnt Poulantzas an der Konzeption Althussers deutliche Kritik zu üben. Er ist der Auffassung, dass Althusser das Verhältnis der ISA zum Klassenkampf nur sehr abstrakt und formal dargestellt habe. Dem Klassenkampf käme nicht die ihm gebührende Stellung zu. Darüber hinaus habe Althusser die Rolle der Staatsapparate in der Ökonomie entweder stark unterschätzt oder nicht zur Kenntnis genommen. Für Althusser hätten die Staatsapparate einzig über die Reproduktion der Produktionsverhältnisse einen gewissen Einfluss auf die Ökonomie. Der Staat setze sich in dessen Überlegungen nur aus Repression und Ideologie zusammen. Nur der Apparat der Schule stelle eine Ausnahme dar, denn dieser sei für die Reproduktion der Arbeitskraft zuständig.
Dieser Kritik folgt die Erweiterung der Konzeption der ISA und des RSA um einen ökonomischen Apparat. Dessen Bezeichnung als Staatsapparat lehnt Poulantzas ab, denn dessen Kernziel sei es, die Massen der Menschen auszubeuten. Dieses sei hingegen nicht die Aufgabe der ISA und des RSA. Der ökonomische Apparat umfasst nach Poulantzas die Betriebe.
Auch in der Staatstheorie wird Althusser kritisiert. Poulantzas meint, dass Althusser mit seiner Unterscheidung in ISA und RSA bei einer reinen Beschreibung der bestehenden Ordnung stehengeblieben sei. Althusser beschränke den Staat auf die Anwendung entweder von Ideologie oder Repression. Auf diese Weise könne der Staat bei Althusser nur in negativer Weise tätig sein und sei nicht in der Lage, positiv bezüglich des Ökonomischen zu handeln. Für Poulantzas verhindert diese Sichtweise zu verstehen, welche Rolle dem Staat tatsächlich bei der Konstituierung der Produktionsverhältnisse zukomme. Folgerichtig gerate der erwähnte ökonomische Apparat bei Althusser völlig aus dem Fokus der Aufmerksamkeit. Poulantzas entwickelt im Gegensatz zu Althusser die Auffassung, dass der Staat auch in positiver Hinsicht seine Wirkung entfaltet, „er schafft, verändert, produziert Reales“.

### Staat als eine materielle Verdichtung von Kräfteverhältnissen
Poulantzas kritisierte populäre marxistische Vorstellungen vom (1) Staat als Sache oder Gegenstand, bloßem funktionalistischen Instrument oder Werkzeug in Hand der herrschenden Klasse, und (2) dem Staat als eigenständigem, über den Klassen stehenden neutralen Subjekt, dessen sich eine Klasse durch erfolgreichen Klassenkampf höchstens bedienen könne. (3) Poulantzas betrachtet den Staat als eine spezifische materielle Verdichtung von Kräfteverhältnissen zwischen Klassen und Klassenfraktionen. Wie Althusser geht auch Poulantzas von einem Primat des Klassenkampfes gegenüber dem Staat aus, er bildet die spezifische Materialität der Staatsapparate aus und wirkt durch sie.

### Relative Autonomie des Staates
Der Staat verfügt nach Poulantzas' Theorie im Kapitalismus über eine „relative Autonomie“ von der ökonomischen Sphäre, wie auch die einzelnen Staatsapparate untereinander in relativer Autonomie zueinander stehen. Ähnlich wie Althusser geht er von verschiedenen Ebenen oder Instanzen in der Produktion des gesellschaftlichen Lebens aus, der ökonomischen, politischen und ideologischen, welche alle eine relative Autonomie besitzen, aber notwendig miteinander verbunden sind und ein überdeterminiertes Ganzes bilden.

### Arbeitsteilung und Produktionsverhältnisse
Marxistische Ansätze, den kapitalistischen Staat aus der kapitalistischen Produktionsweise heraus zu begreifen, gingen Poulantzas nicht weit genug bzw. verfehlten für ihn den zentralen Punkt. Der kapitalistische Staat kann nicht ausschließlich aus den spezifischen Anforderungen der Zirkulationssphäre der Waren abgeleitet werden, daher seine Spezifik, sich auf die Garantie von formeller Gleichheit, Vertragsfreiheit, Sicherheit des Privateigentums, Äquivalententausch usw. zu beschränken, wie dies geschehen sei in der Staatsableitungsdebatte, welche an Jewgeni Paschukanis’ Arbeiten aus den 1920er Jahren anschloss. Der Staat müsse stattdessen über die Reproduktion der Produktionsbedingungen, insbesondere der Reproduktion der Qualifikation der Arbeitskräfte und der kapitalistischen Produktionsverhältnisse begriffen werden. Der Staat wird vom Standpunkt der Produktion der gesellschaftlichen Arbeitsteilung und dem Produktionsverhältnis (Ausbeutungsverhältnis) zwischen den Klassen begriffen, daher sind letztlich Klassenverhältnisse und die sie konstituierenden Klassenkämpfe das zentrale Moment. Besonders die Trennung zwischen geistiger/anleitender und körperlicher/ausführender Arbeit und die Trennung der Verfügungsgewalt über die Produktionsmittel von den unmittelbaren Produzenten wie die Konkurrenz setzen sich in der spezifischen materiellen Verdichtung der kapitalistischen Staatsapparate, ihrer Funktionsweise und relativen Autonomie von der ökonomischen Sphäre fort.

### Staatsapparate
Der Staat sichere durch seine Funktion bei der Reproduktion der Produktionsbedingungen erst die Aufrechterhaltung des Kapitalverhältnisses. Ähnlich wie bei Althusser reproduziert der Staat mit den Reproduktionsbedingungen zugleich die Unterwerfung der Individuen unter die herrschende Ordnung. Dies aber nicht ausschließlich mithilfe der Repression und des Zwangs, sondern auch der Ideologie und der ökonomischen Intervention. Es wird zwischen repressiven, ökonomischen und ideologischen Staatsapparaten unterschieden. Die Macht und Funktion der einzelnen Staatsapparate kann sich sowohl durch Veränderungen in der Produktion als auch durch das vom Klassenkampf bestimmte Kräfteverhältnis in den einzelnen Staatsapparaten verändern. Z.B. bedingen tiefgehende strukturelle Umbrüche in der Kapitalakkumulation veränderte Ansprüche an die Staatsapparate um die Reproduktion der Produktionsbedingungen zu gewährleisten; bei erfolgreichen Klassenkämpfen, z. B. Wahlen von linken Regierungen kann der herrschende Block die Staatsmacht vom Regierungsapparat hin zu anderen Apparaten wie Bürokratie, Justiz, Militär, Medien verschieben usw.

### Block an der Macht
Für Poulantzas ist weder der Staat noch die Staatsmacht einheitlich durchstrukturiert. Im Staat herrsche kein einfacher Kampf zwischen Kapitalisten und Arbeiterklasse, sondern vielmehr befinden sich unterschiedliche Klassenfraktionen und Klassenbündnisse in Interessenauseinandersetzungen miteinander. Einerseits findet zwischen dem Block an der Macht und den beherrschten Klassen im Staat eine Auseinandersetzung um Hegemonie statt, anderseits muss auch innerhalb des herrschenden Blocks zwischen den einzelnen Klassen und Klassenfraktionen Hegemonie hergestellt werden, damit die sich widersprechenden Interessen nicht zu einer Schwächung oder Auflösung des Blocks an der Macht führen. In beiden Fällen wird nicht nur mit Zwang, sondern auch mit Überzeugung und Konsens gearbeitet. Einzelne Fraktionen im Block an der Macht können in unterschiedlichen Apparaten unterschiedliche strategische Bündnisse mit Teilen der beherrschten Klasse und Teilen des Blocks an der Macht eingehen, um Hegemonie für bestimmte Projekte zu gewinnen.

### Autoritärer Etatismus und Ausnahmestaat
Ende der 1970er Jahre identifizierte Poulantzas das Entstehen einer neuen Staatsform, die er als autoritären Etatismus bezeichnete. Zentrale Elemente dieser Staatsform sind:
- Machtverschiebung von der Legislative zur Exekutive, bei der sich die Macht konzentriert.
- Zunehmende Verschmelzung von Legislative, Exekutive und Judikative, bei gleichzeitigem Verfall der Gesetzesfunktion.
- Funktionsverlust politischer Parteien als wichtigste Organe der Herstellung gesellschaftlicher Hegemonie und als Mittler zwischen Verwaltung, Regierung und Wahlvolk.
- Einflussgewinn von immer mehr parallel operierenden Machtnetzen, die die offiziellen Wege und Kanäle umgehen.[20]

Den autoritären Etatismus grenzt Poulantzas ausdrücklich von dem ab, was er Ausnahmestaat nennt und womit er Faschismus, Militärdiktatur und Bonapartismus meint. Die neue Staatsform könne weder mit dem Faschismus gleichgesetzt werden, noch sei sie eine Übergangsform dahin. Er sei die neue „demokratische“ Form der bürgerlichen Republik in der gegenwärtigen Phase und behalte eine bestimmte demokratische Realität.

### Volkskämpfe
Im Staat ist nicht nur die herrschende Klasse mit ihrer herrschenden Ideologie vertreten, in die materielle Verdichtung des Kräfteverhältnis Staat sind auch die Kämpfe der beherrschten Klassen eingeschrieben. Der Block an der Macht versucht nicht ausschließlich seinen Interessen gemäß Macht auszuüben, er muss auch Teile der beherrschten Klasse in den herrschenden Konsens einbeziehen um seine Hegemonie zu sichern. Interessen der Arbeiterklasse werden besonders dann in den Staat integriert, wenn diese zur Sicherung der und Unterwerfung unter die herrschende Ordnung beitragen, daher die Interessen oder Forderungen aus der beherrschten Ideologie der Arbeiterklasse erwachsen bzw. mit dieser vereinbar sind. Poulantzas nennt beispielsweise die Ideologie des Wohlfahrtsstaats, die auf nationale wirtschaftliche Prosperität, daher Kapitalakkumulation setzt, wie auf sozialstaatliche Maßnahmen um ein vermeintliches Gemeinwohl des Volks zu sichern.

### Vereinzelung und Totalisierung
Der bürgerliche Staat übe in seiner Funktion zugleich totalisierende und vereinzelnde Effekte auf die Staatsbürger aus, durch die der proletarische Klassenkampf gehemmt und der Klassencharakter der herrschenden Ordnung verschleiert wird. Einerseits forme er die ganze Bevölkerung, über die er verfügt, zu einem Volk mit einer Nation und einem gemeinsamen nationalen Interesse (bzw. er versucht das), andererseits vereinzelt er die Individuen als gleiche, autonome, in bürgerlicher und politischer Gesellschaft atomisierte, in gegenseitiger Konkurrenz zueinander stehende freie Subjekte.

### Eroberung der politischen Macht / Demokratischer Sozialismus
Poulantzas vertrat das Konzept einer radikalen Transformation des Staates, die auf das vermehrte Eingreifen der Volksmassen in den Staat zielt. Die Übernahme der Staatsmacht setze einen langen Prozess der Veränderung des gesellschaftlichen Kräfteverhältnisses und die gleichzeitige Transformation des Staates voraus. Für ihn muss jeder Sozialismus demokratisch sein, oder es handelt sich nicht um Sozialismus. Aus der geschichtlichen Erfahrung heraus müssen die beiden Klippen Sozialdemokratie und Stalinismus umschifft werden, um sowohl autoritaristische als auch reformistische Ansätze zu vermeiden. Beiden Typen wäre ein Etatismus und eine Angst vor den Volksmassen gemeinsam. Dagegen müsse die Selbstverwaltung und Basisdemokratie betont werden. Die (solidarische) Kritik Luxemburgs an Lenin teilend betont er neben der Schaffung und Erweiterung direkter und basisdemokratischer Strukturen auch die Bedeutung und Erweiterung der repräsentativen demokratischen Elemente und der politischen Freiheiten.
Poulantzas kritisiert die von Lenin bis zur dritten Internationalen und bei Gramsci vorgefundene Vorstellung einer Doppelherrschaft von organisierten Massen neben dem Staat, der eine gegnerische Festung mit Schutzgräben usw. bildet, die eingenommen werden muss von Außen. Als Verdichtung eines Kräfteverhältnisses sind die Kämpfe in den Staat eingeschrieben, ob sie unmittelbar in den Staatsapparaten oder außerhalb dieser stattfinden.
Die größte Gefahr für den demokratischen Sozialismus geht von der Bourgeoisie aus und den (politischen, ideologischen, ökonomischen, Gewalt-)Mitteln, die ihnen durch die Gewährleistung weiträumiger politischer und freiheitlicher Rechte zur Verfügung stehen. Die einzige Sicherung dagegen ist die aktive Volksmasse, die den Transformationsprozess des Staates und die Einführung direkter Demokratie und Selbstverwaltung aktiv trägt. Des Weiteren bestehe eine große Schwierigkeit zwischen der Transformation des Staates und seiner repräsentativen Elemente und der gleichzeitigen Einführung direkter Demokratie und Selbstverwaltung.
Dem ökonomischen Staatsapparat schenkt Poulantzas besondere Bedeutung. Dieser müsse einerseits radikal transformiert werden, andererseits könne er nicht von dem einen auf den anderen Tag zerschlagen werden, ohne eine Wirtschaftskrise zu riskieren. Auch wären viele weitere Staatsapparate notwendig zur Reproduktion der Produktionsverhältnisse. Der harte Kern der kapitalistischen Produktionsverhältnisse müsste in einer ersten Phase beibehalten werden, die Transformation der Produktion müsste schrittweise verlaufen. Er betont auch die Bedeutung des ökonomischen Staatsapparats zur politischen und ökonomischen Sicherung selbstverwalteter Produktion.

### Kritik an Poulantzas
Poulantzas Theorien wurden zum Teil als abstrakt und formalistisch, wie in einer eigentümlichen Sprache verfasst, kritisiert. Ebenfalls wurde teilweise der Vorwurf eines Klassenreduktionismus erhoben.
Anhänger der formanalytischen Staatsableitung halten Poulantzas' Theorie vor, die einfache Zirkulation als einen ideologischen Mechanismus oder betrügerischen Schein der materiellen Basis der Produktionsverhältnisse aufzufassen. Stattdessen gehöre die Zirkulation zu den realen Prinzipien der materiellen Reproduktion und sei daher wesentlicher Bestandteil der Produktionsverhältnisse.
Indem Poulantzas die Besonderheiten des modernen Rechts und Gesetzes nicht aus der Zirkulation, sondern direkt aus der gesellschaftlichen Arbeitsteilung der industriellen Produktion ableiten wolle, gelange er nur zu einer Analogie von Taylorismus und staatlicher Bürokratie als ideologische Formen. Hingegen könne Frederick Winslow Taylor im Gegensatz zu Paschukanis nicht die Form des Rechtes aus der Form des Wertes erklären, und gelange weder zu einer begrifflichen Unterscheidung von Recht und Gesetz, noch zu einer Erklärung für die relative Autonomie des Rechtes.

## Schriften (Auswahl)

### Monografien
- Pouvoir politique et classes sociales de l'état capitaliste. F. Maspero, Paris 1968.
  - Politische Macht und gesellschaftliche Klassen. Athenäum-Fischer-Taschenbuch-Verlag, Frankfurt am Main 1974, ISBN 978-3-8072-4040-4.
- Fascisme et dictature. La IIIe Internationale face au fascisme. F. Maspéro, Paris 1970.
  - Faschismus und Diktatur. Die Kommunistische Internationale und der Faschismus.  Trikont-Verlag, München 1973, ISBN 978-3-920385-06-8.
- Les classes sociales dans le capitalisme aujourd'hui. Seuil, Paris 1974.
  - Klassen im Kapitalismus heute. VSA, Berlin 1975, ISBN 978-3-87975-054-2.
- La Crise des dictatures: Portugal, Grèce, Espagne. F. Maspero, Paris 1975.
  - Die Krise der Diktaturen: Portugal, Griechenland, Spanien. Suhrkamp, Frankfurt am Main 1977, ISBN 978-3-518-10888-8.
- L'État, le pouvoir, le socialisme. PUF, Paris 1978.
  - Staatstheorie. Politischer Überbau, Ideologie, sozialistische Demokratie. VSA, Hamburg 1978, ISBN 978-3-87975-161-7.
  - Staatstheorie. Politischer Überbau, Ideologie, autoritärer Etatismus. Mit einer Einleitung von Alex Demirović, Joachim Hirsch und Bob Jessop, VSA, Hamburg 2002, ISBN 978-3-87975-857-9.

### Artikel (Auswahl)
- Marxist Political Theory in Britain. In: New Left Review. I/43, 1967, S. 57–74.
- Theorie und Geschichte. Kurze Bemerkungen über den Gegenstand des „Kapitals“. Kritik der politischen Ökonomie heute. 100 Jahre Kapital. Europäische Verlagsanstalt, 1967, S. 58–69.
- Korreferat von Nicos Poulantzas zu Roman Rosdolsky. Kritik der politischen Ökonomie heute. 100 Jahre Kapital. Europäische Verlagsanstalt, 1967, S. 21–30.
- The Problem of the Capitalist State. In: New Left Review. I/58, 1969, S. 67–78.
- On Social Classes. In: New Left Review. I/78, 1973, S. 27–54.
- The Capitalist State: A Reply to Miliband and Laclau. In: New Left Review. I/95, 1976, S. 63–83.
- Towards a Democratic Socialism. In: New Left Review I/109, 1978, S. 75–87.
- Les théoriciens doivent retorner sur terre. In: Les Nouvelles litteraires. 26. Juni 1978.
- ‘Es geht darum, mit der stalinistischen Tradition zu brechen!’ Interview mit N. Poulantzas zum autoritären Etatismus in Westeuropa und die Strategien der Arbeiterbewegung, durchgeführt von Rodrigo Vaques-Prada. In: Prokla. 37, 1979, H. 4, S. 127–140 (frei zugängliche PDF).
- L’Etat, les mouvements sociaux, les partis. In: Dialectics. Nr. 28, 1979.
- La crise des partis. In: Le Monde Diplomatique. 26. September 1979
- Interview with Nicos Poulantzas. Conducted by Stuart Hall and Alan Hunt. (PDF; 178 kB) In: Marxism Today. Juli 1979.
- Is there a Crisis in Marxism? In: Journal of the Hellenic Diaspora. 6 (3), 1979.

### Sammelband
- James Martin (Hrsg.): The Poulantzas Reader: Marxism, Law and the State. Verso, Brooklyn / London 2008, ISBN 978-1-84467-200-4.

## Sekundärliteratur

### Monografien
- Stanley Aronowitz, Peter Bratsis (Hrsg.): Paradigm Lost: State Theory Reconsidered. University of Minnesota Press, Minneapolis 2002.
- Clyde W. Barrow: Toward a Critical Theory of States. The Poulantzas-Miliband Debate after Globalization. State University of New York Press, Albany 2016.
- Tobias Boos/Hanna Lichtenberger/Armin Puller (Hrsg.): Mit Poulantzas arbeiten … um aktuelle Macht- und Herrschaftsverhältnisse zu verstehen. VSA, Hamburg 2017, ISBN 978-3-89965-653-4.
- Lars Bretthauer, Alexander Gallas, John Kannankulam, Ingo Stützle (Hrsg.): Poulantzas lesen. Zur Aktualität marxistischer Staatstheorie. VSA, Hamburg 2006, ISBN 3-89965-177-4 (Buch als PDF-Datei).
  - Reading Poulantzas. Merlin Press, London 2011, ISBN 978-0-85036-647-1.
- Alex Demirović, Stephan Adolphs, Serhat Karakayali (Hrsg.): Das Staatsverständnis von Nicos Poulantzas. Der Staat als gesellschaftliches Verhältnis. Nomos, Frankfurt 2010, ISBN 978-3-8329-3887-1. (Reihe Staatsverständnisse)
- Alex Demirović: Nicos Poulantzas. Aktualität und Probleme materialistischer Staatstheorie. 2. überarb. und erw. Neuauflage. Westfälisches Dampfboot, Münster 2007, ISBN 978-3-89691-622-8.
- Alexander Gallas: The Thatcherite Offensive: A Neo-Poulantzasian Analysis Brill, Leiden 2015, ISBN 978-90-04-23161-0
- Bob Jessop: Nicos Poulantzas. Marxist Theory and Political Strategy. Palgrave Macmillan, London 1985, ISBN 0-312-57266-2.
- John Kannankulam: Autoritärer Etatismus im Neoliberalismus. Zur Staatstheorie von Nicos Poulantzas. VSA, Hamburg 2008, ISBN 3-89965-280-0.
- Jens Christian Müller, Sebastian Reinfeldt, Richard Schwarz, Manon Tuckfeld: Der Staat in den Köpfen. Anschlüsse an Louis Althusser und Nicos Poulantzas. Decaton-Verlag, Mainz 1994, ISBN 978-3-929455-16-8.
- Jens Wissel: Die Transnationalisierung von Herrschaftsverhältnissen. Zur Aktualität von Nicos Poulantzas Staatstheorie. Nomos, Baden-Baden 2007, ISBN 3-8329-2689-5.

### Artikel
- Colin Barker: A ‘New’ Reformism? – A Critique of the Political Theory of Nicos Poulantzas. In: International Socialism. 1979. (dt. Übersetzung)
- Ulrich Brand, Christoph Görg, Markus Wissen: Verdichtungen zweiter Ordnung. Die Internationalisierung des Staates aus einer neo-poulantzianischen Perspektive. (PDF; 4,5 MB) In: Prokla. Heft 147, 37. Jg., 2007, Nr. 2, S. 217–234.
- Ingo Elbe: Rechtsform und Produktionsverhältnisse. Anmerkungen zu einem blinden Fleck in der Gesellschaftstheorie von Nicos Poulantzas. (PDF; 149 kB) In: Urs Lindner, Jörg Nowak, Pia Paust-Lassen (Hrsg.): Philosophieren unter anderen. Beiträge zum Palaver der Menschheit. Verlag Westfälisches Dampfboot, Münster 2008, ISBN 978-3-89691-752-2.
- Stuart Hall: Nicos Poulantzas: State, Power, Socialism. In: New Left Review. I/119, Januar–Februar 1980.
- Bob Jessop: On the Originality, Legacy, and Actuality of Nicos Poulantzas. In: Studies In Political Economy. 34, Spring 1991.
- Bob Jessop: Globalisierung und Nationalstaat. Imperialismus und Staat bei Nicos Poulantzas – 20 Jahre später. (PDF; 756 kB) In: Prokla Heft 116, 29. Jg., 1999, Nr. 3, S. 469–495.
- Michael Löwy: The Nicos Poulantzas I Knew. Interview. In: Verso, 5. März 2015
- Bob Jessop: Macht und Strategie bei Poulantzas und Foucault. Supplement der Zeitschrift Sozialismus. VSA, Hamburg 2005, ISBN 3-89965-927-9.
- Ralph Miliband: The Capitalist State – Reply to N. Poulantzas. In: New Left Review. I/59, Januar–Februar 1970.
- Ralph Miliband: Poulantzas and the Capitalist State. In: New Left Review. I/82, November–Dezember 1973.
- Ingar Solty: Der Staat im Kapitalismus.Die Staatstheorie von Nicos Poulantzas in der Theoriegeschichte des Marxismus. In: junge Welt, 21. September 2016, S. 12–13 (Online bei Academia.edu).
- Jens Wissel: Naming the Beast. Nicos Poulantzas und das Empire. In: Das Argument. Nr. 248, 2002. S. 791–801 (online bei links-netz.de).